# Jewgienij Kowalow (wojskowy)
Jewgienij Jeleazarowicz Kowalow, ros. Евгений Елеазарович Ковалев (ur. w 1897 roku, zm. 17 lipca 1971 roku we Francji) – rosyjski wojskowy (esauł), emigracyjny publicysta.
W 1914 roku ukończył doński korpus kadetów, zaś w 1915 roku michajłowską szkołę artyleryjską. Brał udział w I wojnie światowej. Doszedł do stopnia sotnika. W styczniu 1918 roku objął dowództwo 1 Partyzanckiego Plutonu Artyleryjskiego wojsk Kozaków dońskich. Od początku stycznia 1919 roku w stopniu esauła dowodził 35 Dońską Baterią Artylerii Armii Dońskiej. W 1920 roku przedostał się do Polski, gdzie wstąpił do nowo formowanej 3 Armii Rosyjskiej. Objął dowództwo Dońskiego Dywizjonu Kozackiego. Po 1922 roku wyjechał do Francji. W latach 50. i 60. pisał artykuły do pisma emigracyjnego „Wojennaja Byl”.